# Jomsviking
Jomsviking ist das zehnte Studioalbum der schwedischen Melodic-Death-Metal-Band Amon Amarth. Es erschien am 25. März 2016 und ist das erste Konzeptalbum der Band. Thema des Albums sind die Jomswikinger, eine legendäre Söldnertruppe. Im Vorfeld der Albumveröffentlichung wurden mit First Kill und At Dawn’s First Light zwei Songs des Albums veröffentlicht, zu denen auch Musikvideos gedreht wurden.
Für die Albumaufnahmen nahm Tobias Gustafsson (ehemals Vomitory) den Posten am Schlagzeug ein. In dem Song A Dream That Cannot Be fungierte Doro Pesch als Gastsängerin.
Jomsviking stieg direkt auf Platz 1 der offiziellen Deutschen Charts vom 1. April ein und ist somit das erste Amon-Amarth-Album, das die Spitzenposition in Deutschland erklimmen konnte.

## Titelliste

### Reguläres Album
1. First Kill – 4:22
2. Wanderer – 4:43
3. On a Sea of Blood – 4:05
4. One Against All – 3:38
5. Raise Your Horns – 4:24
6. The Way of Vikings – 5:11
7. At Dawn’s First Light – 3:51
8. One Thousand Burning Arrows – 5:50
9. Vengeance is my Name – 4:42
10. A Dream That Cannot Be (feat. Doro Pesch) – 4:23
11. Back on Northern Shores – 7:09

### Bonustracks (7"-Picture-Vinyl der Ltd. Box Edition)
1. Death in Fire 2016
2. Death in Fire (Live)

### Bonus-DVD: Live at La Laiterie 2015 (Ltd. Box Edition)
1. Intro
2. Father of the Wolf
3. Deceiver of the Gods
4. Live for the Kill
5. Varyags of Miklagaard
6. Asator
7. For Victory or Death
8. As Loke Falls
9. Bleed for Ancient Gods
10. Death in Fire
11. Last Stand of Frej
12. Guardians of Asgaard
13. Shape Shifter
14. Cry of the Black Birds
15. War of the Gods
16. Victorious March
17. Twilight of the Thunder God
18. Pursuit of Vikings
19. Outro

## Charterfolg
Jomsviking stieg auf Anhieb auf Platz 1 in die deutschen sowie die österreichischen Albumcharts ein, während es in der Schweiz Rang 3 belegte.

## Rezeption
Das Album wurde vom Metal Hammer als „Album des Monats April 2016“ ausgezeichnet. Rezensent Sebastian Kessler vergab 6 von 7 Punkten und bezeichnete das Album als „ein Amon Amarth-Album durch und durch, inklusive aller liebgewonnenen Elemente – vor allem aber mit angriffslustigen, wikingerstarken Songs!“ und lobt dabei vor allem die Erzeugung „ein[es] Kopfkino[s], ganz ohne auf Klimbim wie ausgedehnte Spoken Word-Passagen, erzählerische Instrumentals oder cineastische Orchesterbegleitung zurückgreifen zu müssen. Allein dafür muss man seinen Helm ziehen!“
Sven Lattemann von metal.de vergab 8 von 10 möglichen Punkten und meint: „Ein zweites ‚Versus the World‘ ist auch ‚Jomsviking‘ nicht geworden, weder in Intensität, noch in Durchschlagskraft. Aber das aktuelle Album zeigt, dass man Schwedens Melodic-Death-Flaggschiff noch längst nicht aufgeben sollte, denn AMON AMARTH haben sich nicht selbstgerecht zurückgelehnt und ihren Stil einfach stumpf weiterverfolgt, sondern sie beweisen, dass sie noch kreatives Feuer in sich tragen.“ Letzten Endes ist das Album für ihn „Ein gelungener Spagat zwischen neuen Ideen und gewohnten Stärken - ein starker Auftritt von Amon Amarth!“